# Lill-Tällvattnet
Lill-Tällvattnet är en sjö i Bjurholms kommun i Ångermanland och ingår i Öreälvens huvudavrinningsområde. Sjön har en area på 0,447 kvadratkilometer och ligger 258 meter över havet. Sjön avvattnas av vattendraget Tällvattsbäcken.

## Delavrinningsområde
Lill-Tällvattnet ingår i det delavrinningsområde (710959-165206) som SMHI kallar för Utloppet av Lill-Tällvattnet. Medelhöjden är 276 meter över havet och ytan är 2,88 kvadratkilometer. Räknas de 5 avrinningsområdena uppströms in blir den ackumulerade arean 81,57 kvadratkilometer. Tällvattsbäcken som avvattnar avrinningsområdet har biflödesordning 3, vilket innebär att vattnet flödar genom totalt 3 vattendrag innan det når havet efter 127 kilometer. Avrinningsområdet består mestadels av skog (71 procent) och sankmarker (10 procent). Avrinningsområdet har 0,44 kvadratkilometer vattenytor vilket ger det en sjöprocent på 15,4 procent.